# ショートピース (2011年のテレビドラマ)
ショートピースとは、フジテレビジョンにて放映された、単発スペシャルのテレビドラマ。

## 概要
- 10分前後の短編コント作品をオムニバスで見せるという内容である。
- 三宅裕司が総合プロデュースを手がけ、「作りこんだ笑いを、作り込んだ台本で、優れた俳優が、優れた演技で見せる」という、真摯な作りになっている。

## 第1弾
2011年3月20日　16:00-17:25放映

### 出演
手紙
中村雅俊
100万年
田中圭、村川絵梨、三宅裕司
二重人格
大杉漣、三宅裕司
Monsieur (ムッシュ)
遠藤憲一
隣の話
中村雅俊、加藤貴子、三宅裕司
世界記録のかかったトイレ
三宅裕司、六平直政、遠藤憲一、オースティン・U
ギター弾きの恋
三宅裕司、戸次重幸、忍成修吾、吉田桂子、高野葵
ギター弾きの恋・テイク2　告白
木村祐一、加藤貴子、吉田桂子、忍成修吾、三宅裕司
紙が無い
大杉漣、田中圭
ありがとう
中村雅俊、三宅裕司
殺人計画
西村雅彦、三宅裕司、遠藤憲一
- その他キャスト：スーパー・エキセントリック・シアター

出口哲也、安田裕、西海健二郎、榊英訓、藤沢麻弥、岩澤晶範、服部紗弥、久下恵美、山口麻衣加、長谷川恵美
- フランス語ナレーション：クリステル・チアリ

## 第2弾
2011年5月22日　16:00-17:25放映

### 出演
運が悪い
三宅裕司、余貴美子、木村祐一
クズ
田中圭、勝村政信、野波麻帆、小松彩夏
殺人計画
三宅裕司、西村雅彦、遠藤憲一
帰郷
野波麻帆、三宅裕司
師匠と弟子
三宅裕司、サミ・ポップ
ミッション
中尾明慶、濱田岳
結婚話
田中圭、三宅裕司
矢印
大杉漣
転職
濱田岳、田中要次、野間口徹、六平直政、大杉漣
- その他キャスト：スーパー・エキセントリック・シアター

河野マサユキ、出口哲也、安田裕、野村修一、法福法彦、皆川尚義
- 対談パートのみ

春風亭昇太
- ナレーション：劇団ひまわり

## オールスタッフ
- 企画(総合プロデュース)：三宅裕司
- 監督・脚本・編集：タカハタ秀太
- 脚本：木村圭太、たかはC、金沢知樹、妹尾匡夫、石館光太郎、堀由史、佐藤大地
- 技術協力：池田屋、オフィス・ドゥーイング
- 音響効果：シネマサウンドワークス
- 美術協力：フジアール
- EED・MA：IMAGICA
- メイキング撮影：ワークビジョン
- 衣装：おかもと技粧
- 編成：渋谷謙太郎（フジテレビ）
- プロデューサー：双川正文、荒木宏幸、永盛健之
- チーフプロデューサー：佐々木将
- 制作協力：アミューズ、ディ・コンプレックス
- 制作：フジテレビバラエティ制作センター
- 制作著作：フジテレビ